# Ли Лјони (Сасари)
Ли Лјони је насеље у Италији у округу Сасари, региону Сардинија.
Према процени из 2011. у насељу је живело 93 становника. Насеље се налази на надморској висини од 46 м.